# Dialektisch-Behaviorale Therapie für Adoleszente
Dialektisch-Behaviorale Therapie für Adoleszente (DBT-A) ist eine Adaption der Dialektisch-Behavioralen Therapie nach Marsha M. Linehan für Jugendliche. Es handelt sich um ein Behandlungskonzept, das auf Elementen der Verhaltenstherapie  und Zen-Meditation basiert.

## Zielgruppe
Jugendliche, die selbstverletzende oder parasuizidale Verhaltensmuster oder Symptome einer beginnenden Borderline-Störung zeigen. Aber nicht nur der Jugendliche wird in die Therapie eingebunden, sondern auch ein Elternteil sollte möglichst an den Gruppensitzungen teilnehmen.

## Bausteine
Die DBT-A besteht aus einer Kombination zwischen Einzel- und Gruppentherapie. In der Gruppentherapie werden folgende Themengebiete behandelt:
- Achtsamkeit
- Stresstoleranz
- Emotionsregulation
- Zwischenmenschliche Fertigkeiten
- „Walking the Middle Path“

## Erklärungsmodell
Es gibt mehrere Modelle zur Entstehung von selbstverletzenden Verhalten, wobei dies nicht zwingend zum Störungsbild zählt. In der DBT-Konzeption wird von einem multifaktoriellen Modell ausgegangen. Die Mischung aus erhöhter Sensibilität der Person in Kombination mit leichter Erregbarkeit (im Sinne von Impulsivität), einer erschwerten Rückkehr in den Ruhezustand zusammen mit abwertenden Erlebnissen führt zu impulsiven Handlungen. Zu diesen impulsiven Handlungen zählen Selbstverletzung, parasuizidale Handlungen, Alkohol- und Drogenmissbrauch oder riskante sexuelle Praktiken.

## Behandlungsansatz
Es sollen entsprechend dem Erklärungsmodell Fertigkeiten vermittelt werden, und da es sich um Minderjährige handelt, ist es sinnvoll, auch einen Elternteil mit zu unterweisen, um so eine Erhöhung der Stresstoleranz, eine Verbesserung der Emotionsregelung und einen Abbau des „Alles-oder-Nichts“-Denkens zu bewirken.